# Kentaro Sakai
Kentaro Sakai (Fukuoka, 20 mei 1975) is een voormalig Japans voetballer.

## Carrière
Kentaro Sakai speelde tussen 1998 en 1999 voor Avispa Fukuoka.

## Statistieken
| Japan   | Japan          | Japan       | League | League | Emperor's Cup | Emperor's Cup | J-League Cup | J-League Cup | Totaal | Totaal |
| Seizoen | Club           | League      | Wed.   | Goals  | Wed.          | Goals         | Wed.         | Goals        | Wed.   | Goals  |
| ------- | -------------- | ----------- | ------ | ------ | ------------- | ------------- | ------------ | ------------ | ------ | ------ |
| 1998    | Avispa Fukuoka | J. League 1 | 21     | 0      | 3             | 0             | 2            | 0            | 26     | 0      |
| 1999    | Avispa Fukuoka | J. League 1 | 4      | 0      | 1             | 0             | 2            | 0            | 7      | 0      |
| Totaal  | Totaal         | Totaal      | 25     | 0      | 4             | 0             | 4            | 0            | 33     | 0      |